# Ulduz (Metro de Bakú)
Ulduz es una estación del Metro de Bakú. Se inauguró el 5 de mayo de 1970.